# Yongdam-daem
Yongdam-daem är en dammbyggnad i Sydkorea.   Den ligger i provinsen Norra Jeolla, i den centrala delen av landet, 190 km söder om huvudstaden Seoul. Yongdam-daem ligger 226 meter över havet.
Terrängen runt Yongdam-daem är huvudsakligen lite kuperad. Yongdam-daem ligger nere i en dal. Runt Yongdam-daem är det ganska glesbefolkat, med 34 invånare per kvadratkilometer.  I omgivningarna runt Yongdam-daem växer i huvudsak blandskog.